# Shimushu
Shimushu – eskortowiec (Kaibōkan) Cesarskiej Marynarki Wojennej Wielkiej Japonii z czasów II wojny światowej, pierwsza jednostka typu Shimushu. Po zakończeniu wojny został przekazany Marynarce Wojennej ZSRR, gdzie służył kolejno pod nazwami EK-31, PS-25 i PM-74.